# 기원전 610년

## 탄생
- 아낙시만드로스 (기원전 약 610년 - 546년) 소크라테스 이전 철학자